# 7469 Krikalev
7469 Krikalev (1990 VU14) là một tiểu hành tinh vành đai chính được phát hiện ngày 15 tháng 11 năm 1990 bởi L. I. Chernykh ở Đài vật lý thiên văn Crimean.